# 다마고치!의 등장인물
다음은 다마고치!의 등장인물 목록이다.

## 주요 캐릭터

### 메인 캐릭터
마메치(まめっち)
성우: 쿠기미야 리에 / 양정화(대원방송)
- 성별 : ♂
- 생일 : 11월 23일
- 별자리 : 궁수자리
- 취미 : 발명, 스포츠, 공부
- 좋아하는 음식 : 샌드위치, 초밥
- 싫어하는 음식 : 피망
- 소속 학급 : 고학년 클래스
- 소속 학과 : 로봇과학
- 소속부 활동 : 학생회부, 발명부

누구에게나 상냥하고, 똘똘하며 발명을 좋아하지만 음치다
메메치(めめっち)
성우: 유즈키 료카 / 김연우(대원방송)
- 성별 : ♀
- 생일 : 10월 10일
- 별자리 : 천칭자리
- 취미 : 멋쟁이
- 좋아하는 음식 : 오렌지, 컵케이크
- 싫어하는 음식 : 생선
- 소속 학급 : 고학년 클래스
- 소속 학과 : 미용과
- 소속부 활동 : 패션부

멋쟁이, 친구를 아끼고, 분위기 메이커.
구치파치(くちぱっち)
성우: 야구치 아사미 / 박영남(대원방송)
- 성별 : ♂
- 생일 : 5월 18일
- 별자리 : 황소자리
- 취미 : 먹거나 자는 거
- 좋아하는 음식 : 초코 도넛, 피자토카레, 가라아게
- 싫어하는 음식 : 딱히 없음
- 소속 학급 : 고학년 클래스
- 소속 학과 : 음식과
- 소속부 활동 : 요리부

먹고 자는 걸 즐기며 말이 느리고, 누구에게나 다정다감함

### 준 메인 캐릭터
스페이시치(スペイシーっち)
성우: 카세 야스유키 / 고구인
- 성별 : ♂
- 생일 : 7월 20일
- 별자리 : 게자리
- 취미 : 지구정복
- 소속 학급 : 고학년 클래스
- 소속 학과 : 복식과
- 소속부 활동 : 교복부

아카스페치(アカスペっち)
성우: 히노 미호 / 강시현
- 성별 : ♂
- 생일 : 6월 24일
- 별자리 : 게자리
- 취미 : 지구정복
- 소속 학급 : 저학년 클래스
- 소속 학과 : 복식과
- 소속부 활동 : 교복부

삐뽀스페치(ピポスペっち)
성우: 불명
- 성별 : ♂
- 생일 : 3월 22일
- 별자리 : 양자리
- 취미 : 지구정복
- 소속 학급 : 저학년 클래스
- 소속 학과 : 복식과
- 소속부 활동 : 교복부, 제복부

히메스페치(ひめスペっち)
성우: 유카나
- 성별 : ♀
- 생일 : 2월 14일
- 별자리 : 물병자리
- 싫어하는 음식 : 피망
- 소속 학급 : 고학년 클래스
- 소속 학과 : 로봇과
- 소속부 활동 : 학생회부, 발명부, 치어리더부

### 다마고치 타운 편
러블리치/러블린(ラブリっち/ラブリン)
성우: 신도 케이 / 조경이(대원방송)
- 성별 : ♀
- 생일 : 9월 10일
- 별자리 : 처녀자리
- 취미 : 아이돌, 독서, 가수
- 좋아하는 음식 : 나포리탄
- 싫어하는 음식 : 피망
- 소속 학급 : 고학년 클래스
- 소속부 활동 : 학생회부

다마고치별 최고의 아이돌 '러블린'이며, 책임감이 강하고, 긍정적인 성격.
텔린(テルリン)
성우: 카네다 토모코 / 채민지(대원방송)
- 성별 : ♀
- 생일 : 10월 22일

멜로디치(メロディっち)
성우: 산페이 유우코 / 박고운(대원방송)
- 성별 : ♀
- 생일 : 12월 29일
- 별자리 : 염소자리
- 취미 : 바이올린 연주
- 좋아하는 음식 : 초콜릿, 자허토르테
- 싫어하는 음식 : 피망
- 소속 학급 : 고학년 클래스
- 소속부 활동 : 예술부

모리리치(もりりっち)
성우: 사이토 치와 / 송하림(대원방송)
- 성별 : ♀
- 생일 : 7월 25일
- 별자리 : 사자자리
- 취미 : 다마모리
- 소속 학급 : 고학년 클래스
- 소속부 활동 : 패션부

파샤린(パシャリン)
성우: 쿠와타니 나츠코 / 강시현(대원방송)
- 성별 : ♀
- 생일 : 6월 6일

### 유메키라 드림 편
유메미치(ゆめみっち)
성우: 후쿠엔 미사토
- 성별 : ♀
- 생일 : 10월 6일
- 별자리 : 천칭자리
- 취미 : 아이돌
- 소속 학급 : 고학년 클래스
- 소속 학과 : 연예과
- 소속부 활동 : 치어리더부

키라리치(キラリっち)
성우: 토요구치 메구미
- 성별 : ♀
- 생일 : 7월 7일
- 별자리 : 게자리
- 취미 : 다마모리, 아이돌
- 소속 학급 : 고학년 클래스
- 소속 학과 : 연예가
- 소속부 활동 : 패션부

피아니치(ピアニっち)
성우: 오리카사 후미코
- 성별 : ♀
- 생일 : 7월 6일
- 별자리 : 게자리
- 취미 : 음악가
- 소속 학급 : 고학년 클래스
- 소속 학과 : 음악가
- 소속부 활동 : 예술부

코프레치(コフレっち)
성우: 노토 마미코
- 성별 : ♀
- 생일 : 5월 9일
- 별자리 : 황소자리
- 취미 : 화장
- 소속 학급 : 고학년 클래스
- 소속 학과 : 미용가
- 소속부 활동 : 예술가

### 미라클 프렌즈
미라이치(みらいっち)
성우: 카토 에미리
- 성별 : ♀
- 생일 : 6월 2일
- 별자리 : 쌍둥이자리
- 취미 : 패션
- 소속 학급 : 고학년 클래스
- 소속 학과 : 디자인과
- 소속부 활동 : 운동부

쿠루루치(くるるっち)
성우: 사이토 치와
- 성별 : ♀
- 생일 : 6월 3일
- 별자리 : 쌍둥이자리
- 취미 : 패션
- 소속 학급 : 고학년 클래스
- 소속 학과 : 디자인과
- 소속부 활동 : 학생회부, 발명부, 패션부

워치린(ウォッチリン)
성우: 코자쿠라 에츠코
캔디파쿠파쿠(きゃんでぃぱくぱく)
성우: 마타요시 아이
- 성별 : ♀
- 생일 : 3월 30일
- 별자리 : 양자리
- 소속 학급 : 고학년 클래스
- 소속부 활동 : 요리부

### GO-GO 다마고치!
네네치(ねぇねっち)
성우: 와타나베 아케노
- 성별 : ♀
- 생일 : 12월 6일
- 별자리 : 궁수자리
- 소속 학급 : 고학년 클래스
- 소속부 활동 : 치어리더부, 패션부

마메치 친구들이 드림 스쿨로 유학한 뒤 러블리치 친구들과 친해진 소녀. 오레네치를 동생에게 갖는다.
다마고치과 드림 스쿨의 2개 학교가 합체하고 드림다마 스쿨에 된 뒤에는 마메치들과 가진 제대로 된다.
쿠로마메치에게 연정을 품고 있다.저기 그렇지 좀 같이 마메치에게 연정을 품고 히메스페치, 좀은 짝사랑하고 있는 동지는 의기투합한 친구이다.
나 말이야 힘은 "네네" "네쨩"로 불린다.
오레네치(ねぇねっち)
성우: 산페이 유우코
- 성별 : ♀
- 생일 : 3월 6일
- 별자리 : 물고기자리
- 좋아하는 음식 : 오므라이스
- 소속 학급 : 고학년 클래스
- 소속부 활동 : 운동부, 축구부

마메치 친구들이 드림 스쿨로 유학한 뒤 러블리치 친구들과 친해진 남자아이. 네네치와 오레네치의 집을 누나에게 갖는다. 쿠로마메치에게 동경하고 있으며, 이 같은 축구부 플레이어이기 때문에 날마다 노력하고 있다.

## 다마고치 타운

### 다마고치 스쿨

#### 고학년 학생
플라워치(ふらわっち)
성우: 사사키 히나코 / 강시현(대원방송)
- 성별 : ♀
- 생일 : 4월 8일
- 별자리 : 양자리
- 취미 : 꽃 가꾸기, 악역
- 소속 학급 : 고학년 클래스

마키코(마드렌)(まきこ)
성우: 오카무라 아케미 / 김민정(대원방송)
- 성별 : ♀
- 생일 : 11월 7일
- 별자리 : 전갈자리
- 취미 : 멋쟁이
- 소속 학급 : 고학년 클래스

쿠로마메치(くろまめっち)
성우: 카토 나나에 / 김연우(대원방송)
- 성별 : ♂
- 생일 : 7월 19일
- 별자리 : 게자리
- 취미 : 스포츠, 공부, 기타
- 좋아하는 음식 : 핫도그
- 소속 학급 : 고학년 클래스
- 소속부 활동 : 운동부, 축구부

쿨하고 시크. 공부, 운동을 잘하며 친구들과 어울려 노는 것을 힘들어 한다.
고자루치(ござるっち)
성우: 후루시마 키요타카 / 이인석(대원방송)
- 성별 : ♂
- 생일 : 2월 2일
- 별자리 : 물병자리
- 취미 : 닌자
- 소속 학급 : 고학년 클래스

우와사치(うわさっち)
성우: 미즈타 와사비 / 채민지(대원방송)
- 성별 : ♀
- 생일 : 6월 21일
- 별자리 : 쌍둥이자리
- 소속 학급 : 고학년 클래스

미미치(みみっち)
성우: 기부 유코 / 박고운(대원방송)
- 성별 : ♀
- 생일 : 8월 8일
- 별자리 : 사자자리
- 소속 학급 : 고학년 클래스

데바치(でばっち)
성우: 카와시마 토쿠요시 / 이현(대원방송)
- 성별 : ♂
- 생일 : 11월 13일
- 별자리 : 전갈자리
- 소속 학급 : 고학년 클래스

도게치(とげっち)
성우: 콘노 준 / 정주원(대원방송)
히노타마치(ひのたまっち)
성우: 후루시마 키요타카 / 이현(대원방송)
링고치(りんごっち)
성우: 히노 미호 / 문유정(대원방송)
네무치(ねむっち)
성우: 카와세 아키코 / 문유정(대원방송)
얏타치(やったっち)
성우: 후지무라 치카 / 강시현(대원방송)
도로치(どろっち)
성우: 코니시 카츠유키 / 김혜성(대원방송)
와타와타치(わたわたっち)
성우: 기부 유코 / 김민정(대원방송)
네추럴치(なちゅらっち)
성우: 우에타케 카나 / 이새아(대원방송)
퐁퐁치(ポンポンっち)
성우: 카와세 아키코 / 곽규미(대원방송)
스노포치(すのぽっち)
성우: 콘노 준 / 박요한(대원방송)

#### 저학년 학생
차마메치(ちゃまめっち)
성우: 기부 유코 / 김민정(대원방송)
- 성별 : ♀
- 생일 : 2월 22일
- 별자리 : 물고기자리
- 소속 학급 : 저학년 클래스

마메치의 여동생.
키키치(ききっち)
성우: 야마구치 마유미 / 채민지(대원방송)
- 성별 : ♂
- 생일 : 7월 28일
- 별자리 : 사자자리
- 소속 학급 : 저학년 클래스

이모치(いもっち)
성우: 카와세 아키코 / 박고운(대원방송)
- 성별 : ♀
- 생일 : 10월 22일
- 별자리 : 천칭자리
- 소속 학급 : 저학년 클래스

메메치의 여동생.
다코비엔나치(다코윈나치)(ききっち)
성우: 카토 나나에 / 이유리(대원방송)
아츠아츠치(あつあつっち)
성우: 우에타케 카나 / 강시현(대원방송)
히메치(ひめっち)
성우: 오카모토 나미 / 채민지 → 송하림(대원방송)
노노포치(ひめっち)
성우: 히노 미호(언니) 우에타케 카나(여동생) / 채민지(대원방송)
쿠마타치(くまったっち)
성우: 사사키 히나코 / 김연우(대원방송)
에코우사치(エコうさっち)
성우: 카와세 아키코 / 문유정(대원방송)
구루메치(ぐるめっち)
성우: 우에타케 카나 / 박고운 → 곽규미(대원방송)
쿠노이치(くのいっち)
성우: 오카모토 나미 / 문유정(대원방송)
사부사부치(さぶさぶっち)
성우: 카토 나나에 / 박고운 → 문유정(대원방송)
영마메치(やんぐまめっち)
성우: 요시하라 나츠키 / 양정화(대원방송)
영도로치(やんぐどろっち)
성우: 타카쿠라 유카

#### 교직원
고리파치(ごりっぱっち)
성우: 마미야 쿠루미 / 강시현(대원방송)
다마고치 스쿨의 고학년 클래스 담임 선생님. 
지텐카메 선생님(辞典亀先生)
성우: 카세 야스유키 / 안효민(대원방송)
다마고치 스쿨의 저학년 클래스 담임 선생님.
지렁이 교장선생님(ミミズ校長先生)
성우: 오오타케 히로시 / 김혜성(대원방송)
다마고치 스쿨의 교장 선생님.
플라워 선생님(フラワー先生)
호타이코 선생님(包帯子先生)
텐타쿠 선생님(電卓先生)

### 가족

#### 마메치 가족
파파마메치(ぱぱまめっち)
성우: 카와시마 토쿠요시 / 정주원(대원방송)
마메치의 아버지.
마마메치(ままめっち)
성우: 카와세 아키코 / 김연우(대원방송)
마메치의 어머니.

#### 메메치 가족
메메파파치(めめぱぱっち)
성우: 코니시 카츠유키 / 신경선(대원방송)
메메치의 아버지.
메메마마치(めめままっち)
성우: 히노 미호 / 채민지(대원방송)
메메치의 어머니.

#### 구치파치 가족
파파파치(ぱぱぱっち)
성우: 코니시 카츠유키 / 김혜성(대원방송)
구치파치의 아버지.
마마파치(ままぱっち)
성우: 카와세 아키코 / 조경이(대원방송)
구치파치의 어머니.
치비파치(ちびぱっち)
성우: 사사키 이나코 / 박고운, 이유리(대원방송)
구치파치의 쌍둥이 동생.

#### 러블리치 가족
러브파파리치(ラブパパリっち)
성우: 콘노 준 / 이인석(대원방송)
러블리치의 아버지.
러브마마리치(ラブままリっち)
성우: 후지무라 치카 / 강시현(대원방송)
러블리치의 어머니.
러브소라치(ラブままリっち)
성우: 카나다 아키
러블리치의 남동생.

#### 기타 가족
마마플라워치(ままふらわっち)
성우: 이새아(대원방송)
- 성별 : ♀

플라워치의 어머니.
파파키자치(ままふらわっち)
성우: 후루시마 키요타카 / 황창영(대원방송)
- 성별 : ♂

플라워치의 아버지.
키자치(ふらわっち)
성우: 곽규미(대원방송)
- 성별 : ♂

플라워치의 오빠.

### 다마 애완동물
해피해피치(ちゃまめっち)
성우: 코오로기 사토미 / 조경이(대원방송)
차마메치의 애완동물.
바구바구치(ばぐばぐっち)
성우: 사사키 히나코 / 박고운(대원방송)
마메치의 애완동물.
치치(ちっちー)
이모치의 애완동물.
온천모구라치(温泉モグラっち)
구치파치의 애완동물.
도레미치(どれみっち)
성우: 코오로기 사토미 / 송하림(대원방송)
멜로디치의 애완동물, 소프라치의 여동생.
소프라치(そぷらっち)
성우: 우에타케 카나 / 김연우(대원방송)
멜로디치의 애완동물, 도레미치의 언니.

### 다마 거리
마마콧페치(ママコッペっち)
빼로치의 어머니
다마스테치(たまステっち)
성우: 오카무라 아케미 / 문유정(대원방송)
해피버기치(ハッピーバーガーっち)
성우: 마미야 쿠루미 / 박고운(대원방송)
도너치(どーなっち)
성우: 콘노 준 / 김혜성(대원방송)
데빠가치(デパガっち)
성우: 우에타케 카나 / 박고운(대원방송)
우라나이치(うらないっち)
성우: 후지무라 치카 / 김보영(대원방송)

### 왕실
고치대왕/고치킹(ごっち大王)
성우: 후루시마 키요타카 / 김혜성(대원방송)
다마고 왕녀/고치퀸(たまご王女)
성우: 우에타케 카나
다마고 공주(たまこ姫)
성우: 사사키 히나코 / 김도영(대원방송)
다마코코 공주(たまここ姫)
성우: 기부 유코 / 이유리(대원방송)

### 챌린지 타운
인포메치(インフォメっち)
성우: 우에타케 카나 / 송하림(대원방송)
챌린지권을 배포하고 있다.
모에라켓치(もえラケっち)
성우: 카자마 유우토 / 김현욱(대원방송)
챌린지 타운 테니스 교실의 선생님.
오센스치(おせんすっち)
성우: 하야미즈 리사 / 이새아(대원방송)
챌린지 타운 예절 교실의 선생님.
스이스이치(すいーすいっち)
성우: 노토 마미코 / 곽규미(대원방송)
챌린지 타운 다마 컬링의 선생님.

### TAMAX-TV

#### 직원
마네네치(まねーねっち)
성우: 카토 나나에 / 문유정(대원방송)
러블린의 매니저. 러블린의 가장 친한친구.
다마P치(たまPっち)
성우: 카와시마 토쿠요시 / 안효민(대원방송)
TAMAX-TV의 연출가.
AD치(ADっち)
성우: 콘노 준 / 정주원(대원방송)
TAMAX-TV의 조연출가.
카메라치(カメラっち)
성우: 카와세 아키코 / 채민지(대원방송)
스튜디오 촬영과 로케이션 촬영하는 카메라.
센파이카메치(センパイかめっち)
성우: 후루시마 키요타카 / 이현(대원방송)
머리에 실려있는 지시에 따라 내리는 카메라 워크를 연마하고 있는 거북이.
가키와리치(かきわりっち)
성우: 이현(대원방송)
TAMAX-TV의 수많은 미술 세트를 맡고 있는 베테랑.

#### 텔런트
GOTCHIMAN '(고치맨)(ゴッチマン)
성우: 코니시 카츠유키 / 이인석(대원방송)

### 정글 다마고치 별
마메마메치(まめまめっち)
성우: 사이토 치와 / 박고운(대원방송)
- 성별 : ♂

마메치의 조상. 정글 다마고치 별에 살고 있는 남자아이며 키는 작다. 141화에 회상으로 등장한다.
초대고치대왕
성우: 코니시 카츠유키 / 신경선(대원방송)
- 성별 : ♂

고치대왕의 조상. 정글 다마고치 별에 살고 임금님.
초대다마코
성우: 사사키 히나코 / 김도영(대원방송)
- 성별 : ♀

다마코의 조모상. 정글 다마고치 별에 살고 공주.

### 다마고치 마을
마메사쿠(まめさく)
성우: 쿠기미야 리에
- 성별 : ♂

마메치의 열조상.
메메미
성우: 유즈키 료카
- 성별 : ♀

메메치의 조모상.
파치베
성우: 야구치 아사미
- 성별 : ♂

구치파치의 조상.
러브쨩
성우: 신도 케이
- 성별 : ♀

러블리치의 조모상.

### 게스트
오야지치(ゆめみっち)
성우: 코니시 카츠유키
- 성별 : ♂
- 생일 : 8월 2일
- 별자리 : 사자자리

어묵포장 마차영업하고 있다. 그 옆에, 가끔 고민을 안고 있는 마차에 찾아 오는 손님들의 상담 상대가 되고 있다.
아저씨 개그를 할며 멜로디, 좀 마음이 맞다.

## 드림 타운

### 드림 스쿨

#### 학생
호시걸치(ほしガールっち)
성우: 오카무라 아케미
- 성별 : ♀
- 생일 : 1월 29일
- 소속 학급 : 고학년 클래스
- 소속 학과 : 로봇과

우와사치의 마찬가지 준호킨 소녀.
후리후리치(ふりふりっち)
성우: 사이토 치와
- 성별 : ♀
- 생일 : 11월 24일
- 소속 학급 : 고학년 클래스
- 소속 학과 : 연예과

연예과 학급 안에서도 유난히 눈에 띄는 존재. 꿈 꾸고 마찬가지 부자. 자신이 중심이 아니라고 생각하지 않는 성격의 여자. 쥬리에치의 좀 사이가 좋다. 레이스, 프릴이 좋다.
카라쿠치(からくっち)
성우: 신도 케이
- 성별 : ♂
- 생일 : 6월 10일
- 소속 학급 : 고학년 클래스
- 소속 학과 : 음식과

카라쿠치의 쌍둥이 누나 그래서 그녀를 맹목적으로 사랑하고 있다.
아마쿠치(あまくっち)
성우: 사사키 히나코
- 성별 : ♀
- 생일 : 6월 11일
- 소속 학급 : 고학년 클래스
- 소속 학과 : 음식과

아마쿠치의 쌍둥이 남동생. 때문이야 집에 애를 먹고 있다.
도야치(どやっち)
성우: 후루시마 키요타카
- 성별 : ♂
- 생일 : 10월 8일
- 소속 학급 : 고학년 클래스
- 소속 학과 : 미용과

항상 어디, 얼굴을 하고 있다. 데바치의 역시 간사이 사투리로 말하다. 장래 희망은 카리스마 미용사.
고치모치(ごっちもっち)
성우: 콘노 준
- 성별 : ♂
- 생일 : 5월 2일
- 소속 학급 : 고학년 클래스
- 소속 학과 : 미용과

다양한 다마 애완 동물과 친한 소년. 숲 같은 크기의 정원을 소유하고 있다.
택트치(タクトっち)
성우: 유린
- 성별 : ♂
- 생일 : 4월 2일
- 소속 학급 : 고학년 클래스
- 소속 학과 : 음악과

누구에게도 의지하는 리더적 존재로, 어떤 때에도, 닥트를 지휘했던 소년.
라이트치(ライトっち)
성우: 산페이 유우코
- 성별 : ♂
- 생일 : 2월 11일
- 취미 : 발명부
- 소속 학급 : 고학년 클래스
- 소속 학과 : 로봇과

난데치(なんでっち)
성우: 이세 마리야
- 성별 : ♂
- 생일 : 1월 9일
- 취미 : 발명부
- 소속 학급 : 고학년 클래스 B반
- 소속 학과 : 로봇과

쥬리에치(ジュリエっち)
성우: 카와세 아키코
- 성별 : ♀
- 생일 : 9월 16일
- 소속 학급 : 고학년 클래스
- 소속 학과 : 연예과

나이트치(ナイトっち)
성우: 유린
- 성별 : ♂
- 생일 : 10월 28일
- 소속 학급 : 고학년 클래스
- 소속 학과 : 연예과

기사를 목표로 하고 있는 소년. 히어로 소망이 강하지만 엉뚱하다. 당초는 학습 의욕이 없는 성적도 아팠지만 파티시에치로 변신한 꿈 꾸고 반짝 반짝들이 타일러서 이후, 공부에 진지하게 하게 된다. 장래 희망은 영웅.
유킹코치(ゆきんこっち)
성우: 사이토 치와
- 성별 : ♀
- 생일 : 12월 19일
- 소속 학급 : 고학년 클래스
- 소속 학과 : 미용과

주위에 눈을 내릴 수 있다. 딸기 아이스크림을 좋아한다. 해맑은 피부에 젖어 있는 소녀.
트로피카치(トロピカっち)
성우: 코오로기 사토미
- 성별 : ♀
- 생일 : 8월 17일
- 소속 학급 : 고학년 클래스
- 소속 학과 : 미용과

조심스럽고 수줍음이 많은 여자. 어미에 "이야"라고 붙인다. 열정적 미용사를 목표로 하고 있다.
크레이프치(くれーぷっち)
성우: 쿠와타니 나츠코
- 성별 : ♀
- 생일 : 9월 2일
- 취미 : 요리부
- 소속 학급 : 고학년 클래스
- 소속 학과 : 음식과

크레이프 같은 용모를 하는 여자.
파티치(パティっち)
성우: 기부 유코
- 성별 : ♀
- 생일 : 8월 3일
- 취미 : 요리부
- 소속 학급 : 고학년 클래스
- 소속 학과 : 음식과

자신의 가게를 갖기 위해 뮤직 카페와 우리 세 봉 등 여러 가게에서 일하고 있다. 장래 꿈은 파티시에.
모나카치(もなかっち)
성우: 사사키 히나코
- 성별 : ♂
- 생일 : 6월 30일
- 소속 학급 : 고학년 클래스
- 소속 학과 : 트리머과

모나카같은 용모를 하고 있는 소년. 잘 이야기가 짜임새 있는 것으로 알려졌다. 어미에 " 모나"이라고 붙인다.
하프치(ハープっち)
성우: 쿠와타니 나츠코
- 성별 : ♀
- 생일 : 3월 8일
- 소속 학급 : 고학년 클래스
- 소속 학과 : 음악과

머리에 하프가 붙어 있어 실제로 연주할 수 있다. 다마고치 성 제일의 하프 주자를 꿈꾸는 소녀.
왈츠치(ワルツっち)
성우: 사이토 치와
- 성별 : ♀
- 생일 : 12월 3일
- 소속 학급 : 고학년 클래스
- 소속 학과 : 음악과

수영 못한다. 일류 음악가를 꿈꾸는 소녀.
쵸쵸치(ちょーちょっち)
성우: 유린
- 성별 : ♀
- 생일 : 4월 15일
- 소속 학급 : 고학년 클래스
- 소속 학과 : 트리머과

나비 같은 용태를 하고 있다. 다마 애완 동물과, 산책하는 것이 좋아.
링클치(りんぐるっち)
성우: 나카가미 이쿠미
- 성별 : ♂
- 생일 : 4월 15일
- 소속 학급 : 고학년 클래스
- 소속 학과 : 음악과

몸을 흔들면 소리가 된다. 멜로디 랜드 출신 그래서 동생이 있다.
어미에 "링"과 익힌다.
아치치(あっちっち)
성우: 후지무라 치카
- 성별 : ♂
- 생일 : 11월 16일
- 소속 학급 : 고학년 클래스
- 소속 학과 : 트리머과

아미아미치(あみあみっち)
성우: 신도 케이
- 성별 : ♀
- 생일 : 1월 10일
- 소속 학급 : 고학년 클래스
- 소속 학과 : 복식과

양복과 아미모노이 좋아하는 여자.
하나후왓치(はなふわっち)
성우: 유린
- 성별 : ♀
- 생일 : 4월 20일
- 소속 학급 : 고학년 클래스
- 소속 학과 : 복식과

떨어지면 머리의 꽃이 시들게 된다. 장래 꿈은 옷 디자이너가 되는 여자.
아메아트치(あめあーとっち)
성우: 사사키 히나코
- 성별 : ♀
- 생일 : 1월 30일
- 소속 학급 : 고학년 클래스
- 소속 학과 : 디자인과

사탕 세공하지만 잘하는 소녀.
쿠루마키치(くるまきっち)
성우: 이노우에 스구루
- 성별 : ♂
- 생일 : 2월 26일
- 소속 학급 : 고학년 클래스
- 소속 학과 : 디자인과

페코페코치(ペコペコっち)
성우: 나카가미 이쿠미
- 성별 : ♀
- 생일 : 12월 4일
- 소속 학급 : 고학년 클래스
- 소속 학과 : 디자인과

#### 교직원
오멘 교장선생님(おめん校長 (おめんこうちょう))
성우: 카와시마 토쿠요시
드림 스쿨의 교장선생님. 과거에 그의 주선으로 닻들 아래에 아구리치를 홈스테이했다.아그리, 좀 닻들의 말싸움과 닻들의 성격 변화의 경위도 안다. 마메치를 닻들의 집에 머물게 했으나 그 목적은 아구리치를 닮은 마메치로 닻들의 심경이 변하는 것 아니냐고 생각했기 때문이었다.
코쿠반치 선생님(こくばんっち先生)
성우: 콘노 준
드림 스쿨 A반 담임선생님.
밋치 선생님(みっちー先生)
성우: 코니시 카츠유키
연예과 담임선생님. 생이별을 하게 되었다"자기"이 있던 것 같아서 몇번 더 생각 나는 눈물을 보였지만 우리 시에들의 말로 따돌릴 수 있어 그 후 그를 "뉴 달링"로 보게 된다.
로보메카치 선생님(ロボメカっち先生)
성우: 후루시마 키요타카
로봇과 담임선생님.
콤 보이 선생님(コームボウイ先生)
성우: 하야시 유우키
미용과 담임선생님.
모드치 선생님(モードっち先生)
성우: 오카무라 아케미
복식과 담임선생님.
그릴치 선생님(グリルっち先生)
성우: 후루시마 키요타카
음식과 담임선생님.
무지카치 선생님(ムジカっち先生)
성우: 후지무라 치카
음악과 담임.
하쿠반코 선생님(はくばんこ先生)
성우: 후지무라 치카
드림 스쿨 B반 담임선생님.
마루텐치 선생님(まるてんっち先生)
성우: 카와세 아키코
디자인과 담임선생님. 어미에 "마"라고 붙는다.

### 가족
유메마마치(ゆめままっち)
성우: 쿠와타니 나츠코
유메미치의 어머니.
유메파파치(ゆめぱぱっち)
성우: 테라소마 마사키
유메미치의 아버지.
키라마마치(キラままっち)
성우: 산페이 유우코
키라리치의 어머니.
키라파파치(キラぱぱっち)
성우: 카네미츠 노부아키
키라리치의 아버지.
키라모치(キラもっち)
성우: 이세 마리야
키라리치의 여동생.
마마피아니치(ままピアニっち)
성우: 오카무라 아케미
피아니치의 어머니.
파파피아니치(ぱぱピアニっち)
성우: 코야마 리키야
피아니치의 아버지.
파파라이트치(ぱぱライトっち)
라이트치의 아버지.
마마라이트치(ままライトっち)
라이트치의 어머니.
파파아치치(ぱぱあっちっち)
아치치의 아버지.
파파코프레치(ぱぱコフレっち)
성우: 키우치 히데노부
코프레치의 아버지.
마마코프레치(ままコフレっち)
성우: 산페이 유우코
코프레치의 어머니.

### YUMAX-TV
오케이치(オッケーっち)
성우: 사카구치 코이치
매사에 "오케이"과 손으로 큰 고리를 만든다.
D2
유메미치와 키라리치가 동경하는 두 아이돌이다.

### 다마스타 서커스
제144화 ,159화~161화, 271화에서 등장. 다음 거리에 이동 시에는 단장들의 마술로 이동했다. 제190화에서 그래도 포스터 내에서만 등장하고 있다.
단초치(団長っち)
성우: 우가키 히데나리
다마스타 서커스의 단장.
라이온치(ライオンっち)
성우: 카세 야스유키
다마스타 서커스의 사자. 다마스타 서커스단원과 함께 같이 지내고 있다.
피에로치(ピエロっち)
성우: 카와시마 토쿠요시
치비피에로치(ちびピエロっち)
성우: 신도 케이
아크로바치(アクロバっち)
성우: 기부 유코
이치린샤치(いちりんしゃっち)
성우: 이노우에 스구루
한바퀴 재주를 전담하는 단원. 외발 자전거를 타고 없으면 방향 음치가 된다.
서커스치(サーカスっち)
성우: 유린, 콘노 준, 카세 야스유키
마죠코치(まじょっこっち)
성우: 쿠와타니 나츠코
- 성별 : ♀
- 생일 : 9월 20일
- 별자리 : 처녀자리
- 취미 : 서커스
- 소속 학급 : 고학년 클래스
- 소속부 활동 : 서커스부

다머스타 서커스 신입 단원의 여자.
드림 타운에서 서커스를 하기 때문에 일시적으로 드림스 쿨하게 전학했다. 운동 신경은 좋지만 극단적인 요리 못하고 공부도 고역이다.
어엿한 서커스단원이 되려고 필사적으로 되어 연습했고, 제161화에서 서커스 데뷔했다. 그 뒤 다른 거리에 이동하기 때문에 드림 스쿨을 전학했다.

### 미래의 생명과도
스마트치(スマートっち)
성우: 미즈시마 타카히로
- 성별 : ♂
- 생일 : 10월 2일
- 별자리 : 천칭자리
- 소속 학급 : 고학년 클래스
- 소속 학과 : 음악과

2기 49화에 등장. 미래의 드림 타운에 사는 남자. 발언과 행동에 냉정한 성격.
X
성우: 와타나베 아케노
스마트치의 동료 겸 다마 로봇.
드림바쿠치
닥터 퓨처
성우: 타이 유우키
미래의 드림 타운에서 드림 박들 등의 연구를 하는 연구소 "드림 센터"의 소장. 미라이치와 쿠루루치의 아버지. 미라클 디자이너와 워치린을 개발했다

## 디 어스
토모미(ともみ)
성우: 타케타츠 아야나
제96~112화까지에 등장한 인간소녀. 마메치의 기억으로는 제136화, 마메치의 회상에는 제271화.
유키네(ともみ)
성우: 카야노 아이
시즌 4기 제36~37화까지에 등장한 인간소녀.
스즈네(すずね)
성우: 우에다 레이나
시즌 4기 제36~37화까지에 등장한 인간소녀.
산타클로스(サンタクロース)
성우: 타지리 히로아키
시즌 4기 제37화에 등장.

## 기타

### 1기
마메차마메치(まめちゃまめっち)
성우: 쿠기미야 리에 & 기부 유코 / 양정화 & 김민정
제7화에서의 캐릭터.
충치 세균(コーンスターっち)
성우: 하야시 유우키 / 신경선
제21화에서의 캐릭터.
콘스타치(コーンスターっち)
성우: 하야시 유우키 / 김혜성
제30화에서의 캐릭터.
라루라루치(たいふうっち)
성우: 우에타케 카나
제39화에서의 캐릭터.
꼬마라루(たいふうっち)
성우: 츠다 미나미 / 이유리
제39화에서의 캐릭터.
타이후치(たいふうっち)
성우: 콘노 준 / 정주원
제41화에서의 캐릭터.
간코치
성우: 호키 가쓰히사 / 이현
제43화에서의 캐릭터.
토마토오카치
성우: 마사코 죠 / 문유정
제43화에서의 캐릭터.
필름치(ゆか)
성우 : 정주원
제87화에서의 캐릭터. 파샤린의 친아버지.
유카(ゆか)
제112화에서의 인간 캐릭터.
코다치(こだっち)
제113화에서의 캐릭터.
벤텐치(べんてんっち)
성우: 카와세 아키코
제116화에서의 캐릭터. 남자 다운 부분이 있고 때때로 목소리를 거칠 수 있지만 뿌리는 상냥한 소녀. 소꿉 친구인 본텐치에 호의를 품어주고 있다.
본텐치(ぼんてんっち)
제116화에서의 캐릭터. 벤텐치의 소꿉친구.
만년필치(万年筆っち)
성우: 무기히토
제117화에서의 캐릭터. 수많은 히트 드라마를 만들어낸 베테랑 작가. 다마P치도 신인 시절에 신세를 졌다고했다.
만년필치의 손자(万年筆っちの孫)
제117화에서의 캐릭터. 만년필치의 손자이며, 만년필치 함께 단팥빵 형사의 녹화를 보려고 왔다.
바이올린의 여자(バイオリンの女の子)
성우: 타나카 리와
제119~120화에서의 캐릭터.
포루테치(フォルテっち)
성우: 기부 유코
제121화에서의 캐릭터.
하루카제치(はるかぜっち)
성우: 유린
제123화에서의 캐릭터.
미도테치(みどてっち)
성우: 미나
제123화에서의 캐릭터.
안치치(あんちっち)
성우: 코자쿠라 에츠코
제124화에서의 캐릭터.
폰치치(ぽんちっち)
성우: 카츠 안리
제124화에서의 캐릭터.
탄치치(たんちっち)
성우: 나라 토오루
제124화에서의 캐릭터.
로쿠로치(ろくろっち)
성우: 카츠미 쵸
제127화에서의 캐릭터.
로쿠로쿠로치(ろくろくろっち)
성우: 타카가키 아야히
제127화에서의 캐릭터. 로쿠로치의 손자.
모네치(もねっち)
성우: 카와에 모네
제130화에서의 캐릭터.
후와모코치(ふわもこっち)
성우: 우에타케 카나
제131화에서의 캐릭터.
마메사쿠(まめさく)
성우: 쿠기미야 리에
제132화에서의 캐릭터.
러브짱(ラブちゃん)
성우: 신도 케이
제132화에서의 캐릭터.
메메미(めめみ)
성우: 유즈키 료카
제132화에서의 캐릭터.
파치베
성우: 야구치 아사미
제132화에서의 캐릭터.
토노치(とのっち)
성우: 야구치 아사미
제132화에서의 캐릭터.
이시파치(いしぱっち)
성우: 타노 메구미
제134화에서의 캐릭터.
이시파치의 여동생(いしぱっち弟)
성우: 사사키 히나코
제134화에서의 캐릭터.
산타그린치(サンタグリーンっち)
성우: 타다시 미야자와
제135화, 시즌 4기 제36~37화에서의 캐릭터.
미도하나치(ミドハナっち)
성우: 타치바나 유코
제135화, 시즌 4기 제36~37화에서의 캐릭터.
아도벤치(あどべんっち)
성우: 마미야 야스히로
제136화에서의 캐릭터.
스핑크스치(すふぃんくいずっち)
성우: 호시노 타카노리
제136화에서의 캐릭터.
라이메이치(らいめいっち)
성우: 노지마 히로후미
제137화에서의 캐릭터.
썬더치(さんだーっち)
성우: 테라사키 유카
제137화에서의 캐릭터.
고와스치(ごわすっち)
성우: 이나다 테츠
제137화에서의 캐릭터.

### 2기
히메스페치의 아빠(ひめスペっちのぱぱ)
성우: 카와시마 토쿠요시
시즌 2기 제34화에서의 캐릭터. 히메스페치의 아버지.
히메스페치의 엄마(ひめスペっちのまま)
시즌 2기 제34화에서의 캐릭터. 히메스페치의 어머니.
다크치
시즌 2기 제42화에서의 캐릭터.

### 4기
파세리치(パセリっち)
시즌 4기 제25화에서의 캐릭터.
레나오바치
시즌 4기 제48화에서의 캐릭터.
닥터 스타치
시즌 4기 제49화부터 제50화에서의 캐릭터.
드림다마 레인보우
시즌 4기 제50화에서의 캐릭터.

## 다마 토모 다이슈 GO
아포롯치(あぽろっち)
성우: 비비루 오오키
유나(ゆな)
배우: 시라카와 유나
시즌 5기에 등장한 인간소녀.
마이(まい)
배우: 시오자키 마이
시즌 5기에 등장한 인간소녀.